# 최석현 (축구 선수)
최석현(2003년 1월 13일 ~ )은 대한민국의 축구 선수로 포지션은 센터백, 오른쪽 풀백이며 현재 K리그1 울산 HD 소속이다.